# Elaphoglossum vagans
Elaphoglossum vagans är en träjonväxtart som först beskrevs av Georg Heinrich Mettenius, och fick sitt nu gällande namn av Georg Hans Emmo Wolfgang Hieronymus. Elaphoglossum vagans ingår i släktet Elaphoglossum och familjen Dryopteridaceae. Inga underarter finns listade.